# Камениця (притока Цірохи)
Камениця (словац. Kamenica) — річка в Словаччині, ліва притока Цірохи, протікає в окрузі Гуменне.
Довжина — 18.4 км. Витік знаходиться в масиві Вигорлат — на висоті 860 метрів. Протікає територією  сіл Камєнка і Камениця-над-Цірохою та військового полігону Валашковці.
Впадає у  Ціроху на висоті 156 метрів.